# Helsingborger Ausstellung 1955

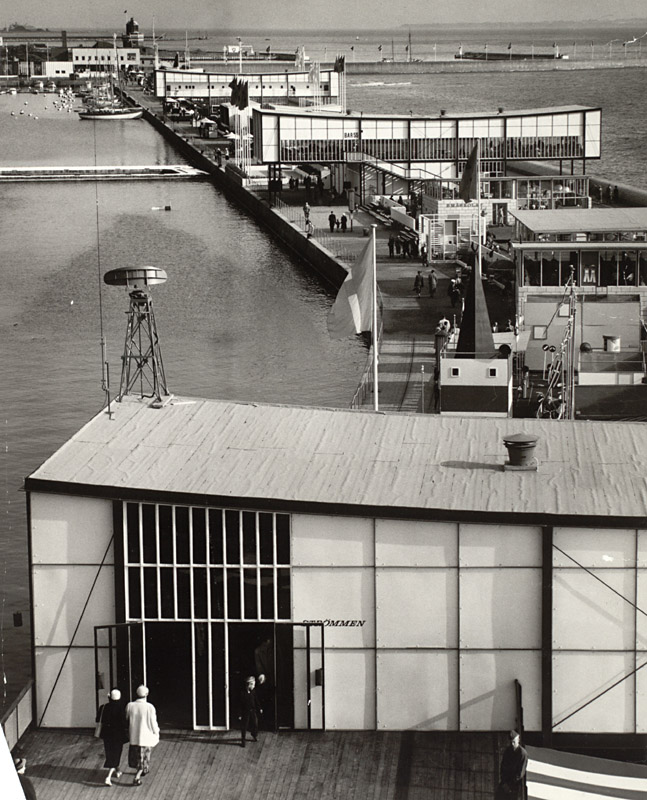
Der Ausstellungspier Parapeten

Die Helsingborger Ausstellung 1955, kurz H55, war eine Weltausstellung mit Fokus auf Architektur, Kunstindustrie und Inneneinrichtung, die 1955 in der südschwedischen Stadt Helsingborg stattfand. Initiator war die Stadt Helsingborg zusammen mit der „Schwedischen Vereinigung für Werkkunst“, Svenska Slöjdföreningen (heute Svensk Form).

## Hintergrund und Durchführung

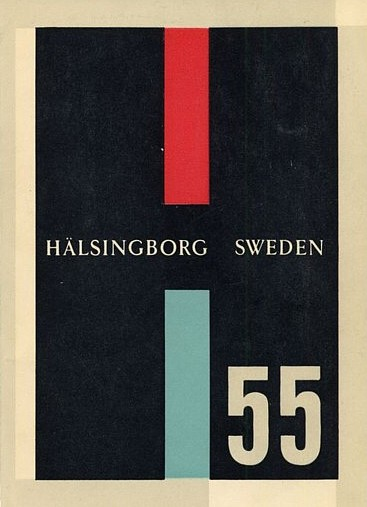
Utställningens Logo

Die H55 dauerte vom 10. Juni bis 28. August 1955. Teilnehmer waren außer Schweden unter anderem Dänemark, Westdeutschland, Finnland, Frankreich, Großbritannien, Japan und die Schweiz. Themenschwerpunkte waren Wohnen, Architektur, Design und Kunstindustrie. Einige junge schwedische Designer hatten hier ihren Durchbruch.
Auf einer ca. 800 Meter langen und 30 Meter breiten Mole von 1892, genannt Parapeten, im Hafen von Helsingborg baute man zahlreiche Ausstellungspavillons. Nur zwei Gebäude sind bis heute bewahrt, teils das große Restaurant Restaurang Parapeten der Architekten Torbjörn Olsson und Sven Silow, sowie ein Pavillon des Architekten Carl-Axel Acking, der anlässlich der Nachfolgeausstellung H99 wiederaufgebaut wurde.
Am 10. Juli 1955 wurde die Ausstellung feierlich von König Gustav VI. Adolf eröffnet, der auch ihr Schirmherr war.
Zur Ausstellung wurde auch eine technische Neuheit einer größeren Öffentlichkeit vorgestellt, eine dreieckige Milchverpackung, die die Firma Tetra Pak 1951 erfunden hatte und die 1953–54 allgemein von den schwedischen Meiereien akzeptiert worden war. Tetra Paks Hoffnung war es gewesen, dass in der schwedischen Schulspeisung künftig die Milch direkt mit Strohhalm aus der Verpackung getrunken werden könnte.
Die Ausstellung war keine direkte Nachfolgeveranstaltung der Stockholmer Ausstellung 1930, bei der Gunnar Asplund Hauptarchitekt war und der Funktionalismus der schwedischen Öffentlichkeit vorgestellt wurde, auch wenn die Presse diesen Vergleich anstellte. Dagens Nyheter schrieb wohlwollend: „...ingen stratosfärdykning in i New Design...“ (ungefähr „... kein Stratosphärenflug zum New Design...“) und spielte damit auf die Zukunftsjagd an, die die Entwicklung in den USA zu dieser Zeit prägte.

## Teilnehmer
Unter den schwedischen Teilnehmern waren u. a.:
- Åke Huldt war Generalkommissar,
- Anders Beckman entwarf Plakate und den Logotyp,
- Carl-Axel Acking war Hauptarchitekt,
- Torbjörn Olsson und Sven Silow waren Architekten für das Restaurant,
- Per Borgström war verantwortlich für die Wohnabteilung,
- Bruno Mathsson möblierte das Informationsbüro der Ausstellungsleitung Sjöjdföreningen,
- Erik Arnborg stand für die Spielen- und Lernen-Abteilung,
- Anders William-Olsson, Mårten Larson und Lena Larsson, die zusammen das Haus Skal och kärna (Schale und Kern) schufen.
- Astrid Sampe stellte für die Textilienabteilung der Warenhauskette Nordiska Kompaniet neue Stoffe vor,
- Stig Lindberg präsentierte sein feuerfestes Porzellan Terma,
- Yngve Ekström zeigte eine neue Möbelkollektion für Swedese,
- Signe Persson-Melin hatte ihren Durchbruch mit eigenwilliger Keramik.

International waren u. a. vertreten:
- Alvar Aalto, Finnland
- Finn Juhl und Arne Jacobsen, Dänemark
- Yoji Kasamjima, Japan
- Hans Schwippert, Westdeutschland
- Alfred Altherr, Schweiz
- Eric Lyons, Großbritannien
- Marcel Roux, Frankreich

## Bilder
Einige Bilder aus der Spezialnummer der Zeitschrift "FORM" von 1955
|  |  |  |  |

## Andere Ausstellungen
- Stockholmer Ausstellung 1897, Allmänna konst- och industriutställningen 1897
- Stockholmer Ausstellung 1930, Stockholmsutställningen 1930
- Helsingborger Ausstellung 1999, H99